# 韓国式自然農法
韓国式自然農法（かんこくしきしぜんのうほう、英語: Korean Natural Farming）は韓国の趙漢珪（ちょうかんけい、チョー・ハンギュ、Cho Han-kyu）が実践している自然農法（有機農業）である。

## 概要
趙漢珪は1935年に韓国京畿道水原に生まれ、地元の高校を卒業後農業に従事し、1965年農業研修生として来日、3年間日本の土着農業について学んだ。特に、幸福会ヤマギシ会の創始者・山岸巳代蔵、祈祷師・柴田欣志、栄養週期理論の提唱者・大井上康の論理や実践から多くを学んだという。
韓国へ帰国して、キムチをはじめとする発酵文化などの先人の知恵を綜合して現代農業に生かせるような「韓国式自然農法」を志した。これは土着微生物を採取・培養し、自家製農業資材を作って応用を目指そうとするものである。 

## 参考資料
- 趙漢珪・農山漁村文化協会『土着微生物を活かす―韓国自然農業の考え方と実際』（農山漁村文化協会、1995）
- 趙漢珪 (監修, 原著), 日韓自然農業交流協会『天恵緑汁のつくり方と使い方―植物発酵エキスで作物に活力を』（農山漁村文化協会、1998）
- 姫野祐子・趙漢珪『はじめよう!自然農業』（ 創森社、2010）
- Cho Yongsang「Jadam Organic Farming」（Seoul: ULA、2014）、日本語版：趙英相著、佐藤嘉作監修、朱善花・西山志津子訳『超低コストで前進する有機農業』（ ソウル：www.jadam.jp、2017年）